# Boriana Åberg
Boriana Åberg, född Mikhajlov 18 november 1968 i Pazardzjik i Bulgarien, är en svensk politiker (moderat). Hon är ordinarie riksdagsledamot sedan år 2010 (dessförinnan tjänstgörande ersättare i riksdagen 2008 och 2009), invald för Skåne läns södra valkrets.

## Innan riksdagen
Boriana Åberg växte upp i Bulgarien och utbildade sig till civilingenjör. Efter kalla krigets slut kom hon till Sverige och träffade en svensk man som hon sedan kom att gifta sig med. Hennes bulgariska civilingenjörsexamen visade sig enligt Åberg vara värdelös i Sverige och hon utbildade sig därför till socionom vid Socialhögskolan vid Lunds universitet. Boriana Åberg och hennes make fick två söner tillsammans, men de skilde sig efter tio års äktenskap.
Innan Åberg fick sitt förtroendeuppdrag som heltidspolitiker arbetade hon som socialsekreterare inom socialförvaltningen i Helsingborg.
Hon gick med i Moderaterna inför valet 1998. Hennes förtroendeuppdrag som fritidspolitiker inleddes i valet 2002, då Åberg blev ersättare i kommunfullmäktige i Kävlinge och ledamot i kulturnämnden. I valet 2006 kandiderade Åberg till riksdagen, på sjätte plats i Skåne läns södra valkrets.
Efter att Cay Kallin, kommunfullmäktiges ordförande i Kävlinge, hastigt avled i juni 2007 efterträdde Åberg honom som ordförande för kommunfullmäktige. Förutom att vara kommunfullmäktiges ordförande i Kävlinge kommun var Åberg även ledamot i kommunstyrelsen och ledamot i kulturnämnden.
Åberg satt som ersättare i Polisstyrelsen för Skåne län under mandatperioden januari 2007-december 2010.

## Riksdagsledamot
Boriana Åberg inledde sitt uppdrag i riksdagen som ersättare i två perioder åren 2008 och 2009; i båda fallen gällde det omkring två månader. Som ersättare i riksdagen var Åberg suppleant i Socialutskottet och Sammansatta justitie- och socialutskottet (2008) samt suppleant i Justitieutskottet (2009). I valet 2010 blev Åberg ordinarie riksdagsledamot och blev då suppleant i Näringsutskottet. Därefter har hon varit ordinarie ledamot i Trafikutskottet (2015-2018), Skatteutskottet (2018-2021) samt Finansutskottet (2021-2022). Sedan 2022 är hon återigen ledamot av Skatteutskottet.   
Sedan 2014 har Boriana Åberg varit en del av den svenska delegationen till Europarådets Parlamentariska Församling, först som suppleant och sedan 2017 som ledamot då hon också blev delegationens vice ordförande. Åren 2018-2022 var hon den svenska delegationens ordförande. 
I samband med ett besök i Taiwans huvudstad Taipei tilldelades hon Taiwans Vänskapsmedalj för diplomati (Friendship Medal of Diplomacy) av Taiwans Utrikesminister Joseph Wu till följd av sitt arbete med att värna Svensk-Taiwanesiska relationer, inte minst i egenskap av ordförande för den svensk-taiwanesiska vänskapsgruppen i riksdagen.

## Utmärkelser
- 2022 – Tilldelad Taiwans Vänskapsmedalj för diplomati (Friendship Medal of Diplomacy) av Taiwans Utrikesminister Joseph Wu.[13]
- Den 18 mars 2025 tilldelades Boriana Åberg ett pris genom ett Certificate of Appreciation  av Klement Gu, Taiwans diplomatiska representant i Sverige, för ett ”exceptionellt engagemang och ovärderliga ansträngningar för att stärka bilaterala förbindelser och främja ömsesidigt samarbete mellan Taiwan och Sverige."[14]